# Jean de Lisle
Pour les autres membres de la famille, voir Famille de Lisle.
Jean de Lisle, sieur de La Cailleterie est un notaire, fonctionnaire et écrivain né vers 1724 à Nantes et mort le 11 mars 1814 à Montréal.

## Biographie
Jean de Lisle est le fils de Jean Guillaume de Lisle, négociant à Nantes, et d'Angélique Chevalier. Dans le courant des années 1750, il émigre à New York, où il épouse Ann Denton, dont il eut un fils, Jean-Guillaume. 
Il s'installe à Québec en 1764. Négociant, il reçoit du gouverneur Guy Carleton une commission de notaire le 15 juillet 1768 pour exercer dans le district de Montréal, ainsi que les fonctions d'arpenteur.
En 1771, il aurait été témoin d'un prodige : le soir de la mort de Marguerite d'Youville, il aperçoit au-dessus de l'Hôpital Général de Montréal une croix lumineuse « régulièrement formée »
Il est élu délégué canadien en 1783, avec William Dummer Powell et Jean-Baptiste-Amable Adhémar, afin de porter à Londres, au roi George III, une pétition réclamant une réforme du gouvernement et du système judiciaire, ainsi que l'installation d'un évêque à Montréal et la venue de prêtres français. Il rentre à Montréal l'année suivante avec des résultats plutôt défavorables. Il continua néanmoins à travailler dans l'optique d'une réforme constitutionnelle. Il rejoint le comité réformiste canadien de Montréal.
Il devient marguillier de la paroisse Notre-Dame de Montréal en 1787.
Il signe une requête le 15 octobre 1790 demandant au gouverneur une charte pour l'établissement d'une université. 
Il épouse en secondes noces Suzanne Lacroix-Mézière, sœur d'Henri-Antoine Mézière, dont il eut une fille et trois fils, notamment Augustin.

## Œuvres
- "Hydrostatique", 1798

## Sources
- « MM. Adhémar et Delisle » (1906)
- Georges Bellerive, « Délégués canadiens français en Angleterre, de 1763 à 1867 » (1913)
- François Daniel, « Nos gloires nationales ; ou histoire des principales familles du Canada » (1867)
- Galarneau, « La France devant l’opinion canadienne »
- Lemieux, « L’établissement de la première province ecclésiastique »
- Maurault, « Le collège de Montréal » (1967)
- J.-E. Roy, « Histoire du notariat, 2 »
- Tousignant, « La genèse et l’avènement de la constitution de 1791 »
- Léon Lortie, « Deux notaires amateurs de science : Jean De Lisle et son fils Augustin-Stanislas De Lisle », (1961)
- É.-Z. Massicotte, « Les arpenteurs de Montréal au xviiie siècle » (1918)
- « La famille de Jean De Lisle de la Cailleterie » (1919)
- « Jean De Lisle et Jean-Guillaume De Lisle »
- « Une page de l’histoire du collège de Montréal » (1917)
- Benjamin Sulte, « La délégation envoyée en Angleterre en 1783 » (1901)